# Корчевня
Корчевня — деревня в Кудымкарском районе Пермского края. Входит в состав Егвинского сельского поселения. Располагается на берегу реки Велва северо-восточнее от города Кудымкара. Расстояние до районного центра составляет 17 км. По данным Всероссийской переписи населения 2010 года, в деревне проживало 332 человека (156 мужчин и 176 женщин).

## История
По данным на 1 июля 1963 года, в деревне проживало 198 человек. Населённый пункт входил в состав Батинского сельсовета.